# Pride (Scandal-dal)
A Pride a Scandal japán együttes kilencedik major kislemeze (összességében a tizenkettedik). A dalok szövegeit Ogava Tomomi, Tanaka Hidenori, Szaszazaki Mami és Szuzuki Rina írta.
A korong a hetedik helyen mutatkozott be az Oricon slágerlistáján az 16 579 eladott példányával. A lemezből összesen 25 531 példány kelt el Japánban. A Nielsen SoundScan listáján a negyedik, a Billboard Hot 100 listáján a tizenhatodik, a Billboard Hot Animation listáján az első, a Billboard Hot Singles Sales listáján a nyolcadik, míg a Billboard Hot Top Airplay listáján a harminckettedik helyet érte el.
A lemez utolsó előtti dala, az Emotion az első olyan szám, melynek mind zenéjét mind dalszövegét az együttes írta.

## Háttér
A kislemez címének jelentését, amely magyarra fordítva büszkeséget jelent először Haruna magyarázta meg: „Ebben az évben jobban ki akarjuk fejezni a gondolatainkat és érzéseinket büszkeséggel a dalokban és mindenben amit képviselünk. Ez az amit beletettünk az új kislemezünkbe.” A dal Zero kara hadzsimatta "ima" vo szukosi zucu cunaide (０から始まった゛今゛を少しずつ繋いでいこう; magyarul: Apránként kössük össze a „jelent”, mely a nulláról indul) sora arra utal, hogy ugyan amikor elhatározták, hogy egy együttest alapítanak csak négy átlagos lányok voltak, akik egy ének és tánciskolába jártak és hangszereket még csak nem is fogtak, nemhogy játszottak volna rajta, mégis mennyi mindent elértek. Tomomi szerint ez majdnem mindenre igaz, amit ők tesznek; „Mindent, amit csinálunk egy pontról, a nulláról indul.” A Bukijou datte szuteki deso (不器用だって素敵でしょ; magyarul: az ügyetlenség nagyszerű) sor Harunára utal; az együttesen belül Rinán kívül mindenki Harunát tartja a legügyetlenebbnek. A rögtön ezt követő sor, a Nakitaku nattara naite ii jo (泣きたくなったら泣いていいよ; magyarul: ha sírni akarsz, hát sírj) pedig Tomomira céloz; hiszen az együttesen belül kivétel nélkül mindenki őt tartja a legérzékenyebbnek.

## Megjelenése a médiában
A kislemez címadó dala a TBS televíziós csatorna Star Driver: Kagajaki no Takuto című animesorozatának második záródala volt.

## Számlista
| CD (ESCL-3599) | CD (ESCL-3599)       | CD (ESCL-3599)                | CD (ESCL-3599)  | CD (ESCL-3599)  | CD (ESCL-3599) | CD (ESCL-3599) | CD (ESCL-3599) | CD (ESCL-3599) | CD (ESCL-3599) |
| #              | Cím                  | Dalszöveg                     | Zene            | Hangszerelő     | Hossz          |                |                |                |                |
| -------------- | -------------------- | ----------------------------- | --------------- | --------------- | -------------- | -------------- | -------------- | -------------- | -------------- |
| 1.             | Pride                | Ogava Tomomi, Tanaka Hidenori | Tanaka Hidenori | Kavagucsi Keita | 4:31           |                |                |                |                |
| 2.             | CUTE!                | Szaszazaki Mami               | Tanaka Hidenori | Kavagucsi Keita | 4:31           |                |                |                |                |
| 3.             | Emotion              | Szuzuki Rina                  | Szuzuki Rina    | Mijanaga Dzsiro | 3:41           |                |                |                |                |
| 4.             | Pride (Instrumental) | –                             | Tanaka Hidenori | Kavagucsi Keita | 4:31           |                |                |                |                |
| 17:14          |                      |                               |                 |                 |                |                |                |                |                |

## Közreműködők
| Scandal - Ono Haruna – vokál, gitár - Szaszazaki Mami – gitár, vokál, dalszövegíró - Ogava Tomomi – basszusgitár, vokál, dalszövegíró - Szuzuki Rina – dobok, vokál, dalszövegíró | Produkció - Tanaka Hidenori – dalszövegíró, zeneszerző - Keita Kavagucsi – hangszerelő - Dzsiro Mijanaga – hangszerelő - Youtorilon – hangszerelő - Uni Inoue – hangkeverés - Tosiro Kai – hangkeverés - Takao Judzsi – művészeti vezető - Kira Sintaro – művészeti vezető - Ikeja Tomohide – fényképész |

## Első helyezések
| Előző ClariS - Connect | Billboard Japan Hot Animation lista első helyezettje 2011. február 15. – 2011. február 21. | Következő Kobukuro - Blue Bird |